# الزعلة (إب)

تعديل مصدري - تعديل

الزعلة محلة تابعة لقرية جبل برط، التابعة لعزلة جبل معود بمديرية إب إحدى مديريات محافظة إب في الجمهورية اليمنية.، بلغ تعداد سكانها 60 حسب تعداد اليمن لعام 2004.